# Симеон Пустельник
«Симеон Пустельник» (ісп. Simon del desierto) — мексиканський короткометражний фільм 1965 року, знятий режисером Луїсом Бунюелем за мотивами житія Симеона Стовпника, який прожив 39 років в пустелі на стовпі.

## Сюжет
Симеон живе в пустелі 6 років 6 тижнів та 6 днів на 8-метровому стовпі серед пустелі. Він весь час молиться та зцілює людей, які приходять до нього. Група священиків та селян приходять подивитись на нього та подарувати йому новий стовп. Симеон спускається. До нього приводять його матір, яку він просто цілує. Вона лишається жити біля стовпа. Йому пропонують стати священиком, але він відмовляється. Він підіймається на новий стовп та зцілює батька родини, якому відрубали руки за крадіжку. Отримавши нові руки, той першим ділом ляскає дитину. Уся делегація швидко йде геть. Через деякий час він зустрічає пихатого священика та карлика-пастуха. Сатана навідує Симеона тричі. Першого разу в образі невинної дівчинки, яка сипле прокляттями латиною. Другого разу — в образі Ісуса Христа, й увесь час вмовляє його зійти зі стовпа. Але він відмовляється. Сатана навіть вселяється в священика, який підкидає Симеонові до торби харчі, щоб висміяти його перед іншими священиками. Симеон виганяє зі священика біса. Харчі з'їдає карлик-пастух.
Третього разу Сатана їде пустелею у труні, вилізає на стовп й кличе Симеона на шабаш. Пройшовши крізь час, вони опиняються в нічному клубі у США 1960-х років, де грають інструментальний рок та танцює молодь. Сатана розказує Симеону, що останній танець називається «Радіоактивна плоть». Симеон хоче піти додому, але Сатана говорить, що він не може, бо його місце зайнято іншим. Жінка-Сатана виходить на танцмайданчик зі словами: «Тобі доведеться дотерпіти до кінця!»

## У ролях
| Актор                  | Роль                          |
| ---------------------- | ----------------------------- |
| Клаудіо Брук           | Симеон                        |
| Сільвія Піналь         | Диявол                        |
| Енріке Альварес Фелікс | брат Матіас                   |
| Хортенсія Сантовенья   | мати Симеона                  |
| Франсіско Рейгера      | Диявол в образі старої відьми |
| Луїс Асевес Кастанеда  | священик                      |
| Антоніо Браво          | священик                      |
| Енріке дель Кастільйо  | каліка                        |

## Історія створення
«Симеон Пустельник» — останній фільм Бунюеля з «релігійної» трилогії за участю Сільвії Піналь, продюсером якої виступив її чоловік Густаво Алатрісте. Режисер пояснює короткий хронометраж відсутністю належного фінансування для продовження зйомок. Та за твердженням Піналь планувалося відзняти повнометражний кіноальманах з трьох частин. Дві інші частини мали знімати Фелліні та Жуль Дассен. З різних причин цей проект не вдалося реалізувати повністю.

## Нагороди
- 1965 — Гран-прі журі (Венеційський кінофестиваль).
- 1965 — Приз ФІПРЕССІ (Венеційський кінофестиваль).